# Cheilodactylidae

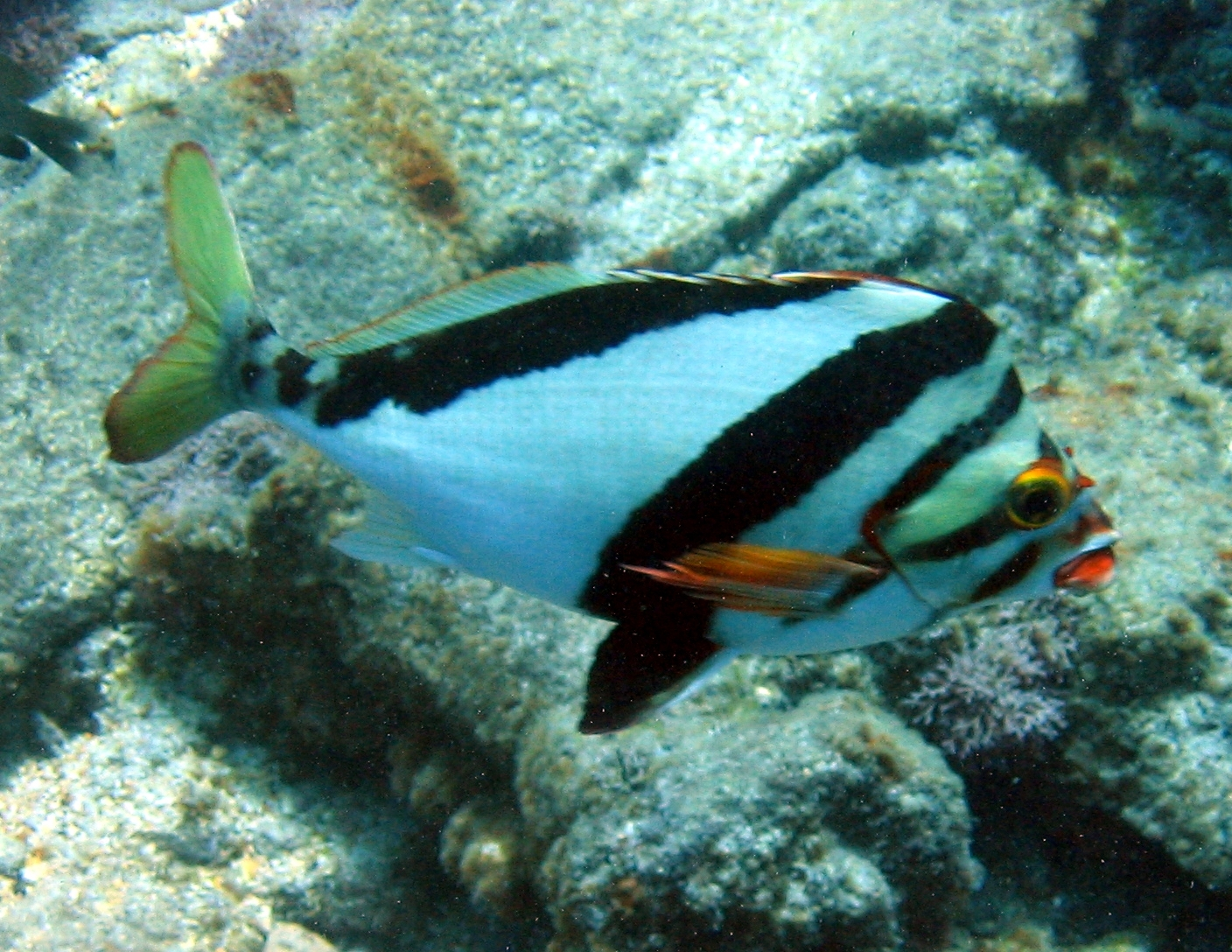
Goniistius vittatus.

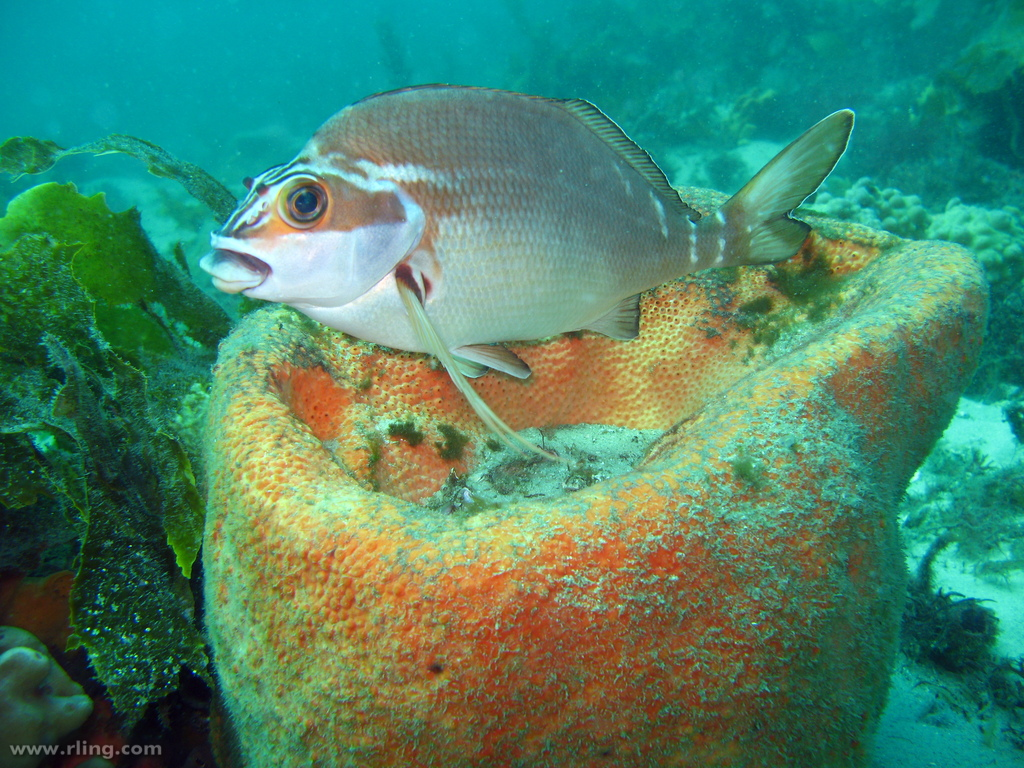
Goniistius fuscus.

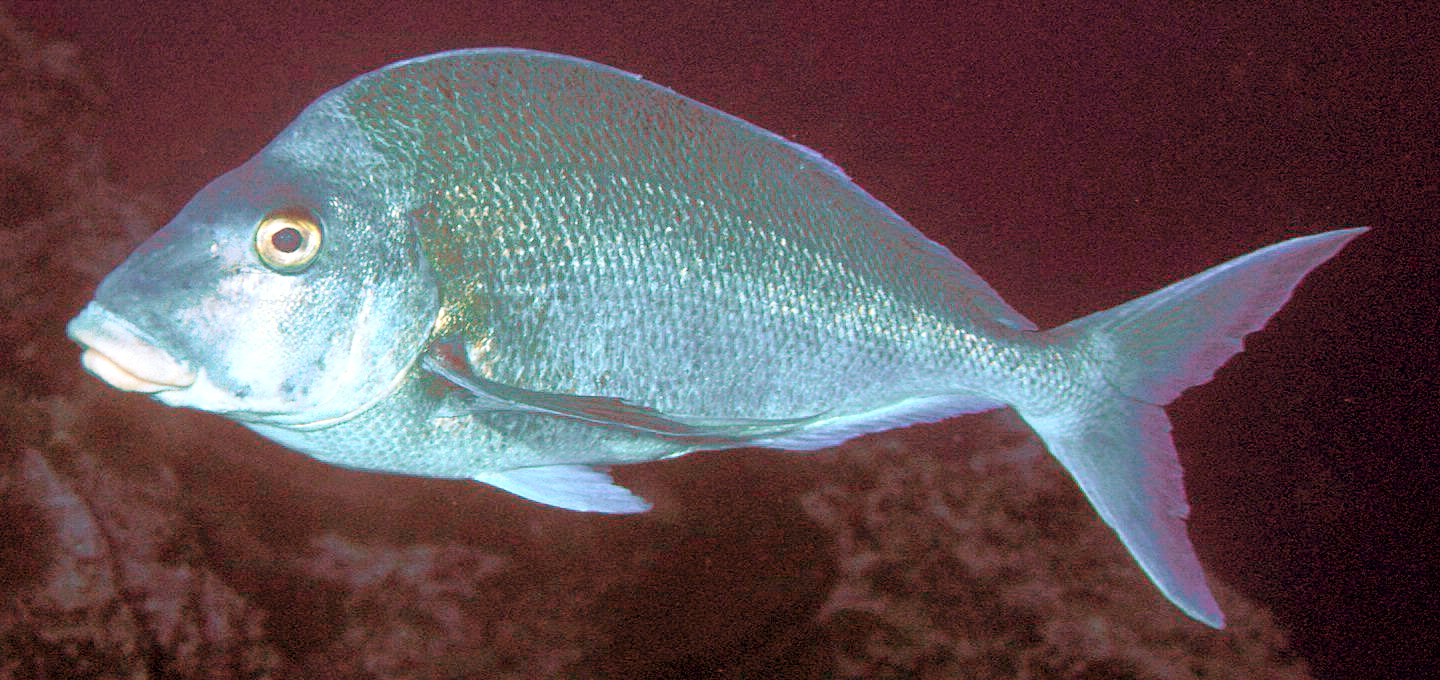
Nemadactylus douglasii.

Las pintadillas (familia Cheilodactylidae) son una familia de peces marinos incluida en el orden Perciformes, distribuidos por todos los océanos del hemisferio sur, así como en algunos puntos del hemisferio norte cercanos a Perú,  Japón, China y Hawái. Su nombre científico viene del griego: cheilos (labio) + daktylos (dedos), en alusión a su grueso labio.
El cuerpo lo presentan algo alargado y comprimido que puede llegar hasta una longitud máxima de 1 m, con una pequeña boca de gruesos labios, en la que no tienen dientes en vómer ni palatino. Tienen una única aleta dorsal casi separada en dos, con 14 a 22 espinas y 19 a 39 radios blandos, mientras que en la aleta anal tienen tres espinas y 7 a 19 radios blandos; los adultos suelen presentar los radios inferiores de las aletas pectorales alargados y sueltos.
Durante la noche se ocultan en agujeros, alimentándose durante el día de pequeños invertebrados bentónicos.

## Géneros y especies
Existen unas 26 especies agrupadas en 5 géneros:
- Género Cheilodactylus (Lacepède, 1803)
  - Cheilodactylus fasciatus (Lacepède, 1803) - Pintadilla leopardo.
  - Cheilodactylus nigripes (Richardson, 1850)
  - Cheilodactylus pixi (Smith, 1980)
  - Cheilodactylus rubrolabiatus (Allen y Heemstra, 1976)
  - Cheilodactylus variegatus (Valenciennes en Cuvier y Valenciennes, 1833) - Pintadilla, Páramo (en Perú), Bilagay o Pintacha (en Chile).

- Género Chirodactylus (Gill, 1862)
  - Chirodactylus brachydactylus (Cuvier en Cuvier y Valenciennes, 1830) - Pintadilla bicolor.
  - Chirodactylus grandis (Günther, 1860) - Pintadilla de bancs.
  - Chirodactylus jessicalenorum (Smith, 1980)

- Género Dactylophora (De Vis, 1883)
  - Dactylophora nigricans (Richardson, 1850)

- Género Goniistius (Gill, 1862)
  - Goniistius ephippium (McCulloch y Waite, 1916)
  - Goniistius fuscus (Castelnau, 1879)
  - Goniistius gibbosus (Richardson, 1841)
  - Goniistius plessisi (Randall, 1983)
  - Goniistius quadricornis (Günther, 1860)
  - Goniistius spectabilis (Hutton, 1872)
  - Goniistius vestitus (Castelnau, 1879)
  - Goniistius vittatus (Garrett, 1864)
  - Goniistius zebra (Döderlein en Steindachner y Döderlein, 1883)
  - Goniistius zonatus (Cuvier en Cuvier y Valenciennes, 1830)

- Género Nemadactylus (Richardson, 1839)
  - Nemadactylus bergi (Norman, 1937) - Castañeta
  - Nemadactylus douglasii (Hector, 1875)
  - Nemadactylus gayi (Kner, 1865) - Bilagay o Breca (en Chile).
  - Nemadactylus macropterus (Forster en Bloch y Schneider, 1801)
  - Nemadactylus monodactylus (Carmichael, 1819) - Pintadilla de San Paul.
  - Nemadactylus valenciennesi (Whitley, 1937)
  - Nemadactylus vemae (Penrith, 1967)